# 山菅一史
山菅 一史（やますが かずふみ、1997年12月3日 - ）は、ジャパンラグビーリーグワン横浜キヤノンイーグルスに所属するラグビー選手。

## プロフィール
- 東京都出身[1]。
- ポジションはスクラムハーフ(SH)。
- 身長 164 cm、体重 78 kg
- U20日本代表スコッドに選ばれたことがある[2]。

## 略歴
2016年、東京高校卒業後、東海大学に入る。
2020年、東海大学卒業後、栗田工業ウォーターガッシュ(現・クリタウォーターガッシュ昭島)に加入。
2021年2月13日に行われたジャパンラグビートップチャレンジリーグAグループの釜石シーウェイブス戦に先発出場で公式戦初出場を果たした。 同年8月、横浜キヤノンイーグルスに加入。